# Пуїрське сільське поселення
Пуї́рське сільське поселення (рос. Пуирское сельское поселение) — сільське поселення у складі Ніколаєвського району Хабаровського краю Росії.
Адміністративний центр — селище Пуїр.

## Населення
Населення сільського поселення становить 199 осіб (2019; 235 у 2010, 299 у 2002).

## Склад
До складу сільського поселення входять:
| Населений пункт | Населення, осіб (2002) | Населення, осіб (2010) |
| --------------- | ---------------------- | ---------------------- |
| Байдуково, село | 6                      | 5                      |
| Макаровка, село | 25                     | 7                      |
| Пуїр, селище    | 268                    | 223                    |